# قبغلو (ميره ديه سقز)
قرية قبغلو (بالكردية: قەبەغڵوو) هي إحدى القرى التابعة لـمیره دیه في ريف قسم مركزي من مقاطعة سقز، في محافظة كردستان الإيرانية.

## السكان
حسب إحصاءات سنة 2006، بلغ إجمالي السكان في قبغلو 404 نسمة وعدد المساكن 71 مسكن. لغة سكان قبغلو هي اللغة الكردية و هم من أهل السنة والجماعة والمذهب الشافعي.